# 전장의 안개

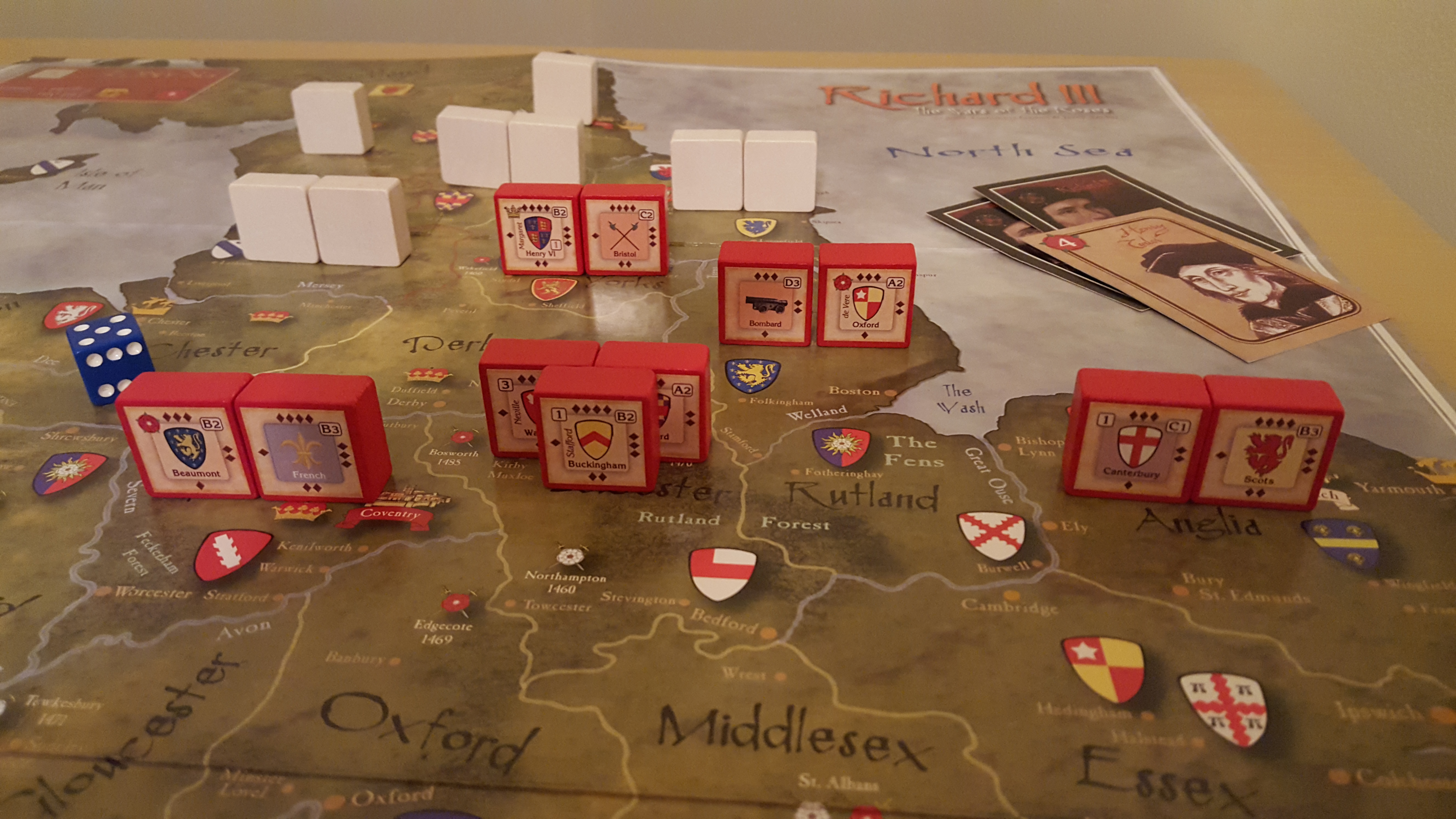

전장의 안개(독일어: Nebel des Krieges, 영어: fog of war)란 군사 작전에서의 불확실성이다. 이 말은 1837년 프로이센의 카를 폰 클라우제비츠가 《전쟁론》에서 처음 언급했다.

## 게임
보드 게임, PC 게임에서의 '전장의 안개'는 플레이어가 조종하는 측에서 알 수 없는 상대방의 위치 또는 움직임이다. 플레이어가 탐색하지 않은 지역을 안개로 처리하거나 어둡게 표시하여 어떤 것이 존재하는지 알 수 없게 한다. 특히 전술 보드 게임이나 전쟁 시뮬레이션 게임에서는 플레이어가 움직이는 부대(캐릭터)의 이동 거리, 사정 거리 밖을 '전장의 안개' 지역으로 처리하여 긴장감, 불확실성 등을 높이는 용도로 활용한다.

## 같이 보기
- 안개
- 네트워크 중심전